# Tour du Haut-Var 2015
Il Tour du Haut-Var 2015, quarantasettesima edizione della corsa e valida come evento del circuito UCI Europe Tour 2015 categoria 2.1., si è svolta in due tappe dal 21 al 22 febbraio 2015, su un percorso totale di 359,3 km, con partenza da Le Cannet-des-Maures ed arrivo a Draguignan. La vittoria andò al lussemburghese Ben Gastauer che terminò la gara con il tempo complessivo di 9h14'21", alla media di 39,5 km/h.
Al traguardo di Draguignan 112 ciclisti completarono la competizione.

## Tappe
| Tappa  | Data        | Percorso                        | km    | Vincitore di tappa | Leader cl. generale |
| ------ | ----------- | ------------------------------- | ----- | ------------------ | ------------------- |
| 1ª     | 21 febbraio | Le Cannet-des-Maures > Seillans | 164,6 | Ben Gastauer       | Ben Gastauer        |
| 2ª     | 21 febbraio | Draguignan > Draguignan         | 194,7 | Luka Mezgec        | Ben Gastauer        |
| Totale | Totale      | Totale                          | 359,3 |                    |                     |

## Squadre e corridori partecipanti
| N.    | Cod. | Squadra                      |
| ----- | ---- | ---------------------------- |
| 1-8   | ALM  | AG2R La Mondiale             |
| 11-18 | FDJ  | FDJ                          |
| 21-28 | BMC  | BMC Racing Team              |
| 31-38 | KAT  | Katusha Team                 |
| 41-48 | IAM  | IAM Cycling                  |
| 51-58 | TGA  | Team Giant-Alpecin           |
| 61-68 | EUC  | Team Europcar                |
| 71-78 | COF  | Cofidis, Solutions Credits   |
| 81-88 | BSE  | Bretagne-Séché Environnement |
| 91-98 | AND  | Androni Giocattoli-Sidermec  |

| N.      | Cod. | Squadra                        |
| ------- | ---- | ------------------------------ |
| 101-108 | CCC  | CCC Sprandi Polkowice          |
| 111-118 | CLT  | Cult Energy Pro Cycling        |
| 121-128 | LPM  | Team Marseille 13-KTM          |
| 131-138 | AUB  | Auber 93                       |
| 141-148 | RLM  | Roubaix-Lille Metropole        |
| 151-158 | ADT  | Équipe cycliste Armée de Terre |
| 161-168 | WBC  | Wallonie-Bruxelles             |
| 171-178 | VER  | Veranclassic-Ekoi              |
| 181-188 | WIL  | Veranda's Willems Cycling Team |
| 191-198 | FRB  | Team Frøy-Bianchi              |

## Dettagli delle tappe

### 1ª tappa
- 21 febbraio: Le Cannet-des-Maures > Seillans – 164,6 km

Risultati
| Pos. | Corridore        | Squadra        | Tempo    |
| ---- | ---------------- | -------------- | -------- |
| 1    | Ben Gastauer     | AG2R           | 4h11'15" |
| 2    | Jonathan Hivert  | Bretagne-Séché | a 7"     |
| 3    | Philippe Gilbert | BMC            | s.t.     |

| Pos. | Corridore        | Squadra        | Tempo    |
| ---- | ---------------- | -------------- | -------- |
| 1    | Ben Gastauer     | AG2R           | 4h11'15" |
| 2    | Jonathan Hivert  | Bretagne-Séché | a 7"     |
| 3    | Philippe Gilbert | BMC            | s.t.     |

### 2ª tappa
- 22 febbraio: Draguignan > Draguignan – 194,7 km

Risultati
| Pos. | Corridore           | Squadra       | Tempo    |
| ---- | ------------------- | ------------- | -------- |
| 1    | Luka Mezgec         | Giant-Alpecin | 5h03'06" |
| 2    | Philippe Gilbert    | BMC           | s.t.     |
| 3    | Baptiste Planckaert | Roubaix       | s.t.     |

| Pos. | Corridore        | Squadra        | Tempo    |
| ---- | ---------------- | -------------- | -------- |
| 1    | Ben Gastauer     | AG2R           | 9h14'21" |
| 2    | Philippe Gilbert | BMC            | a 7"     |
| 3    | Jonathan Hivert  | Bretagne-Séché | s.t.     |

## Classifiche finali

### Classifica generale
| Pos. | Corridore           | Squadra        | Tempo    |
| ---- | ------------------- | -------------- | -------- |
| 1    | Ben Gastauer        | AG2R           | 9h14'21" |
| 2    | Philippe Gilbert    | BMC            | a 7"     |
| 3    | Jonathan Hivert     | Bretagne-Séché | s.t.     |
| 4    | Matthieu Ladagnous  | FDJ            | s.t.     |
| 5    | Baptiste Planckaert | Roubaix        | s.t.     |
| 6    | Aleksej Catevič     | Katusha        | s.t.     |
| 7    | Julien El Fares     | Marseille 13   | s.t.     |
| 8    | Davide Rebellin     | CCC Sprandi    | s.t.     |
| 9    | Alexis Vuillermoz   | AG2R           | s.t.     |
| 10   | Yoann Bagot         | Cofidis        | s.t.     |

### Classifica a punti
| Pos. | Corridore          | Squadra        | Punti |
| ---- | ------------------ | -------------- | ----- |
| 1    | Philippe Gilbert   | BMC            | 36    |
| 2    | Ben Gastauer       | AG2R           | 29    |
| 3    | Jonathan Hivert    | Bretagne-Séché | 29    |
| 4    | Luka Mezgec        | Giant-Alpecin  | 25    |
| 5    | Matthieu Ladagnous | FDJ            | 22    |

### Classifica scalatori
| Pos. | Corridore           | Squadra           | Punti |
| ---- | ------------------- | ----------------- | ----- |
| 1    | Ignatas Konovalovas | Marseille 13-KTM  | 48    |
| 2    | Serge Dewortelaer   | Veranclassic-Ekoi | 24    |
| 3    | Julien Guay         | Auber 93          | 16    |
| 4    | Davide Rebellin     | CCC Sprandi       | 15    |
| 5    | Ben Gastauer        | AG2R              | 14    |

### Classifica giovani
| Pos. | Corridore         | Squadra        | Tempo    |
| ---- | ----------------- | -------------- | -------- |
| 1    | Quentin Pacher    | Armée de Terre | 9h14'28" |
| 2    | Eduardo Sepúlveda | Bretagne-Séché | s.t.     |
| 3    | Jimmy Turgis      | Roubaix        | a 53"    |
| 4    | Romain Combaud    | Armée de Terre | s.t.     |
| 5    | Antoine Duchesne  | Europcar       | a 1'35"  |

### Classifica a squadre
| Pos. | Squadra                      | Tempo     |
| ---- | ---------------------------- | --------- |
| 1    | Bretagne-Séché Environnement | 27h43'24" |
| 2    | BMC Racing Team              | s.t.      |
| 3    | AG2R La Mondiale             | a 2"      |
| 4    | Team Katusha                 | a 7"      |
| 5    | FDJ                          | a 1'28"   |